# Søsten

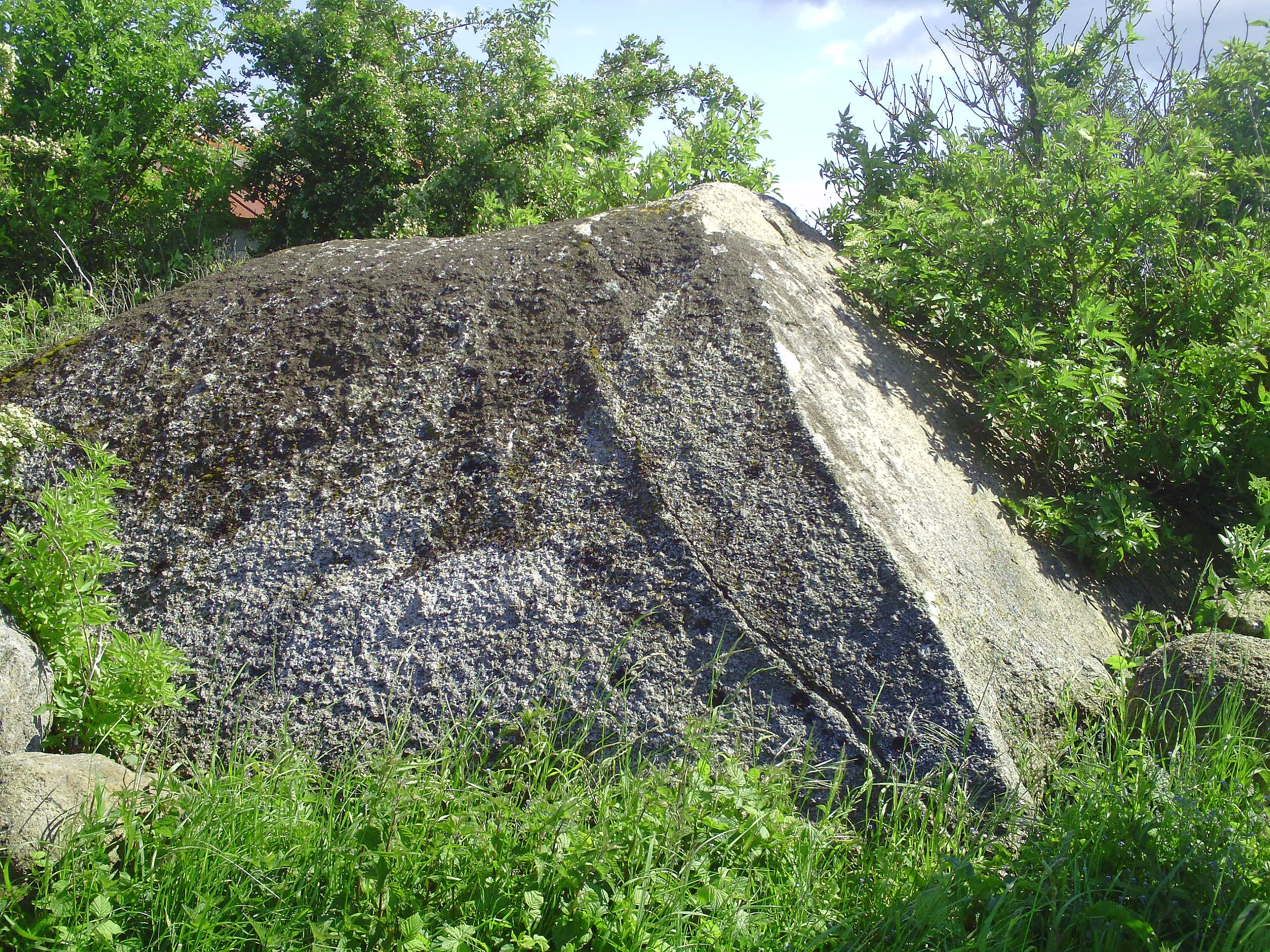
Søsten

Der Findling Søsten (auch Havrum Søsten oder Søsten Lindelse genannt – deutsch „Seestein“) liegt abseits der Straßen, auf einer Wiese am Snaremose Sø (See), in einem Vogelschutzgebiet zwischen Lindelse und Fuglsbølle in der Kommune Südlangeland auf der dänischen Insel Langeland.
Langelands größter Findling ist aus Granit und etwa 4,0 Meter lang. 3,8 Meter breit und 2,3 Meter hoch.

## Legenden
Eine aufgebrachte Trollfrau mochte das Geräusch der Glocke der Kirche auf der Insel Strynø nicht. In ihrem Zorn warf sie einen großen Stein, um die Kirche zu zerstören, traf sie aber nicht. Der Stein ist dort gelandet, wo er jetzt liegt. Die Zauberin gab nicht auf und füllte ihre Schürze mit Kies und Steinen, um einen Damm von Langeland nach Strynø zu bauen. Als sie in der Mitte des Lindelse Nor ankam, fiel sie in ein Loch, so dass das meiste Material ins Wasser fiel und die Insel Flintholm formte. Wütend zerriss sie ihre Schürze und warf sie mit den Kiesresten Richtung Kirche, aber die Schürze fiel bei der Halbinsel Fårevejles ins Meer. Der Kies bildete die kleinen Inseln Kueholm und Asholm, sie werden Køuerne genannt.
Als die Kinder von Klæsø und Umgebung in den alten Zeiten fragten, woher die kleinen Kinder kommen, war die Antwort, dass der Storch sie vom Søsten holte. Es soll eine Tür im Stein sein.